# Philipp Murmann

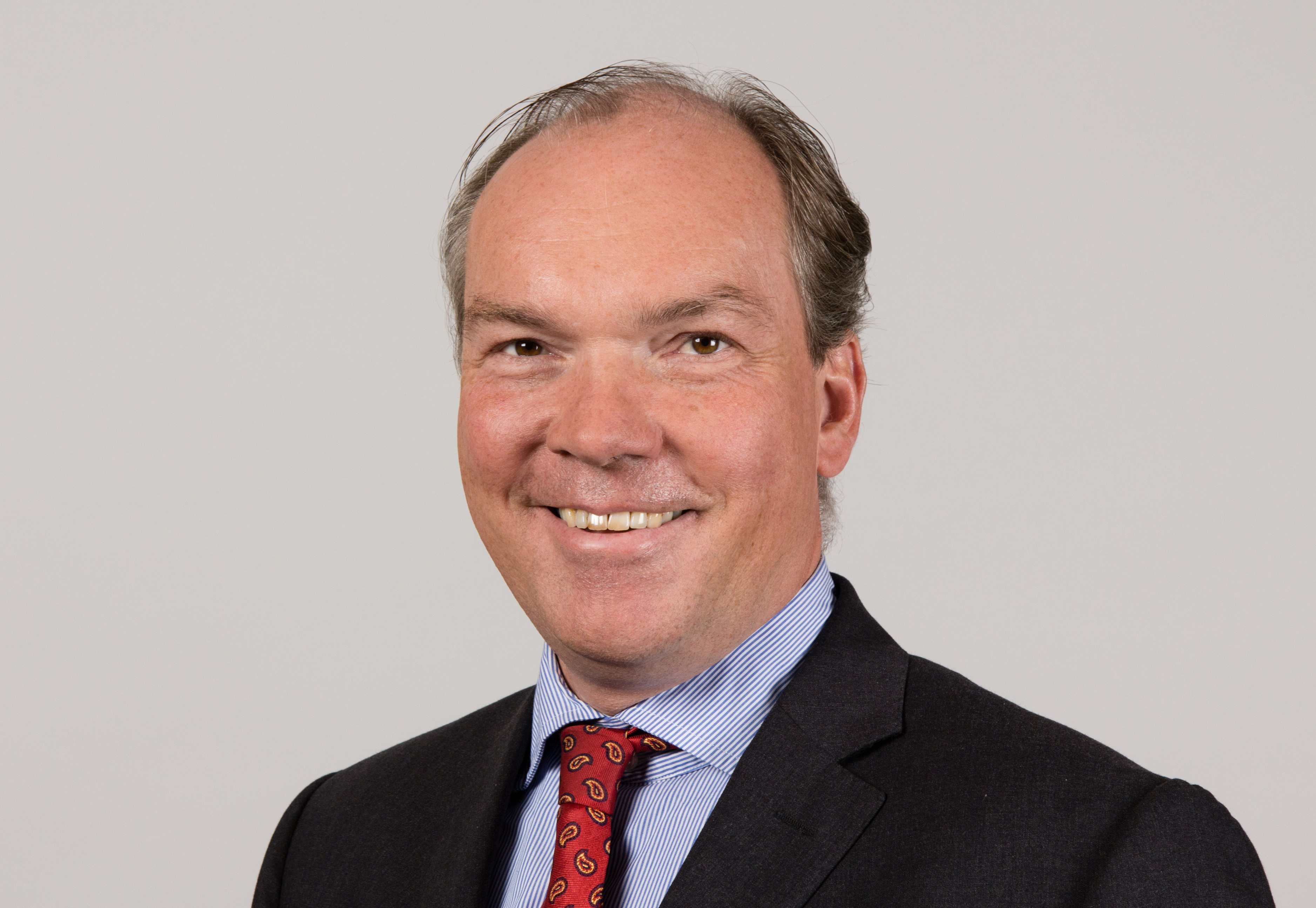
Philipp Murmann (2014)

Philipp Alexander Murmann (* 15. Mai 1964 in Kiel) ist ein deutscher Unternehmer und Politiker (CDU).

## Leben
Nach seinem Abitur 1983 an der Jungmannschule in Eckernförde verpflichtete er sich als Reserveoffizieranwärter für zwei Jahre beim Fernmeldebataillon 6 der Bundeswehr in Neumünster. Er ist Oberleutnant der Reserve. Nach der Bundeswehrzeit studierte er im Anschluss Maschinenbau an der TU München, was er als Diplom-Ingenieur abschloss. In München wurde er Mitglied des Corps Franconia. 1994 promovierte er an der Christian-Albrechts-Universität zu Kiel als DFG-Stipendiat im Rahmen des Graduiertenkollegs für Innovationsmanagement.
Nach seinem Berufsstart bei Asea Brown Boveri (ABB) in Nürnberg wechselte er 1996 als Leiter des Turbinenvertriebs für Südostasien nach Kuala Lumpur, Malaysia. Er kehrte 1999 als Leiter des weltweiten Vertriebs für Dampfkraftwerke zur ABB nach Deutschland zurück. Während der Fusion mit Alstom war er Mitglied des Post-Merger-Integration-Team.
2001 übernahm er in dritter Generation die Leitung des Familienunternehmens Zöllner GmbH, einem Unternehmen für Signalsysteme für Schiffe, Eisenbahn- und Industrieanlagen in Kiel, als Geschäftsführender Gesellschafter.
Philipp Murmann ist verheiratet und hat vier Kinder. Er ist ein Neffe des Unternehmers und früheren Arbeitgeberpräsidenten Klaus Murmann. Sein Onkel Dieter Murmann war von 1989 bis 2000 Vorsitzender des Wirtschaftsrats der CDU. Seine Cousine Ulrike Murmann ist evangelische Theologin und in Hamburg als Hauptpastorin und Pröpstin tätig. Sein Cousin Sven Murmann ist Verleger.

## Abgeordneter
Murmann wurde 2009 als CDU-Direktkandidat des Wahlkreises Plön – Neumünster – Segeberg Nord in den Deutschen Bundestag gewählt, dem er bis 2017 angehörte.
Er war ordentliches Mitglied des Finanzausschusses sowie stellvertretendes Mitglied des Ausschusses für Bildung, Forschung und Technikfolgenabschätzung.
Er war stellvertretender Vorsitzender der deutsch-südamerikanischen Parlamentariergruppe, Mitglied im Vorstand der CDU/CSU-Fraktion, Mitglied im Vorstandes des Parlamentskreises Mittelstand und Vorsitzender des Arbeitskreises Küste der CDU/CSU-Fraktion.
Philipp Murmann befasst sich schwerpunktmäßig mit den Themen Energieforschung, Forschungsförderung und Existenzgründung aus der Wissenschaft.

## Tätigkeiten und Funktionen in Politik und Gesellschaft
Neben seinem Mandat im Bundestag war Philipp Murmann von 2014 bis 2022 Bundesschatzmeister der CDU Deutschlands, ehrenamtlich Präsident des Forschungsforums Schleswig-Holstein, Mitglied der  Vollversammlung der IHK zu Kiel und Mitglied des Kuratoriums des Max-Planck-Instituts für Evolutionsbiologie in Plön. Außerdem ist Murmann Mitglied im Präsidium des Vereins Berliner Kaufleute und Industrieller (VBKI).
Er ist Vorsitzender der Studien- und Fördergesellschaft (STFG), Mitglied im Vorstand der Hermann-Ehlers-Stiftung, Mitglied im Stiftungsrat des GEOMAR Helmholtz-Zentrum für Ozeanforschung Kiel, Mitglied im Senat der AiF sowie Vorsitzender des Fördervereins der Technischen Fakultät der Universität zu Kiel. Diese Funktionen übt Philipp Murmann ebenfalls ehrenamtlich aus.
Im Juni 2021 wurde Murmann in Nachfolge von Uli Wachholtz zum Präsidenten der Vereinigung der Unternehmensverbände in Hamburg und Schleswig-Holstein e. V. (UVNord) gewählt. Zu seinen Arbeitsschwerpunkten gehört unter anderem die Verbesserung der Zusammenarbeit zwischen Wirtschaft und Wissenschaft, die Förderung der Bildung insbesondere im MINT-Bereich und die Schaffung von günstigen Rahmenbedingungen für  unternehmerische Innovations- und Wachstumsimpulse. Seit November 2021 ist Murmann zudem Mitglied im Präsidium der BDA. 